# Municipio de Salem (condado de Ottawa)
El municipio de Salem (en inglés: Salem Township) es un municipio ubicado en el condado de Ottawa en el estado estadounidense de Ohio. En el año 2010 tenía una población de 5371 habitantes y una densidad poblacional de 68,58 personas por km².

## Geografía
El municipio de Salem se encuentra ubicado en las coordenadas 41°29′52″N 83°7′4″O / 41.49778, -83.11778. Según la Oficina del Censo de los Estados Unidos, el municipio tiene una superficie total de 78.31 km², de la cual 75.13 km² corresponden a tierra firme y (4.06%) 3.18 km² es agua.

## Demografía
Según el censo de 2010, había 5371 personas residiendo en el municipio de Salem. La densidad de población era de 68,58 hab./km². De los 5371 habitantes, el municipio de Salem estaba compuesto por el 97.11% blancos, el 0.34% eran afroamericanos, el 0.11% eran amerindios, el 0.2% eran asiáticos, el 0.02% eran isleños del Pacífico, el 0.69% eran de otras razas y el 1.53% pertenecían a dos o más razas. Del total de la población el 3.76% eran hispanos o latinos de cualquier raza.